# Davinia Lefroy
Davinia Lefroy (nascida em 18 de junho de 1981) é uma remadora paralímpica australiana, a qual aos onze anos foi diagnosticada com distrofia macular de Stargardt. Representou seu país nos Jogos Paralímpicos de Verão de 2016 no Rio de Janeiro, onde terminou em primeiro no remo LTA quatro com misto - LTAMix4+, com Brock Ingram, Jeremy McGrath, Kathleen Murdoch e Jo Burnand. Atualmente integra a Boat Club da Universidade da Austrália Ocidental. É aluna bolsista do Instituto do Esporte da Austrália Ocidental desde 2016.